# Estação Santa Terezinha
A Estação Santa Terezinha é uma estação ferroviária pertencente à Linha 8–Diamante operada pela ViaMobilidade. Está localizada no município de Carapicuíba.

## História

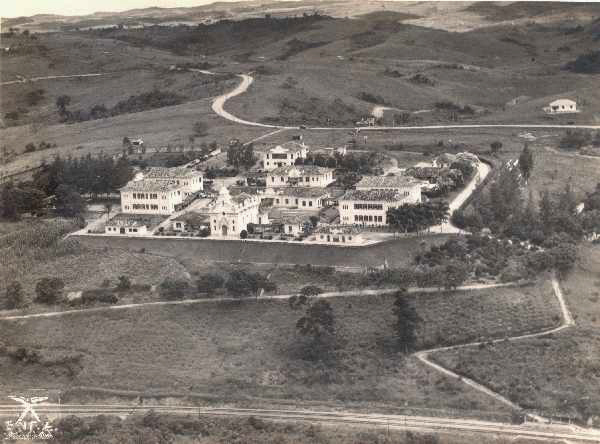
Asilo Santa Terezinha (1948). No canto inferior direito, a Parada Santa Terezinha.

A Estação Santa Terezinha foi inaugurada não oficialmente pela Estrada de Ferro Sorocabana (EFS) por volta da década de 1920 e serviu como parada ao Asilo Santa Terezinha, aberto em 25 de agosto de 1923. Em 1951 aparece pela primeira vez como estação.
Em 1971 a EFS é absorvida pela Fepasa que contrata junto ao consórcio Engevix - Sofrerail um plano de remodelação do sistema de trens de subúrbio, incluindo a estação Santa Teresinha no primeiro grupo de edificações a ser reconstruído. Do lado norte da estação, a  Companhia Estadual de Casas Populares (CECAP) desenvolveu um projeto de um grande conjunto habitacional, de forma que a Fepasa desenvolveu uma passarela de acesso para o futuro empreendimento para atender aos milhares de moradores futuros que ali viveriam. Mas, numa reviravolta, a área da CECAP é cedida para a SABESP e incluída no Plano de Saneamento da Grande São Paulo (SANEGRAN). Ali é erguida a maior estação de tratamento de esgotos da América Latina (ETE Barueri). Dessa forma, em 25 de janeiro de 1979 quando foi reinaugurada, a estação Santa Terezinha acabou sendo subutilizada (pelos funcionários da ETE Barueri e pelos poucos moradores da região). 
Seu pátio de manobras perdeu importância ao longo dos anos, servindo apenas para depósito de materiais. Parte da área da ferrovia acabou invadida nos anos 1990, dando origem a uma favela. Em 1996, a estação é repassada pela Fepasa para a CPTM. Apesar de diversos planos de modernização da ferrovia, a estação Santa Terezinha tem aparecido em segundo plano, chegando-se até a sugerir sua desativação (e a de Antonio João) em 2011, sendo que seria substituída por uma nova estação entre esta e Antonio João, dada a baixa demanda, que a coloca como uma das menos utilizadas estações da CPTM.
Existem planos da construção de um terminal de ônibus municipal anexo à estação (2004 e 2011), porém nenhum projeto ainda saiu do papel.
Em 20 de abril de 2021 foi concedida para o consórcio ViaMobilidade composto pelas empresas CCR (atual Motiva) e RUASinvest, com a concessão para operar a linha por trinta anos. O contrato de concessão foi assinado e a transferência da linha foi realizada em 27 de janeiro de 2022.

## Tabelas
| Linha      | Terminais               | Comprimento (km) | Estações | Observações                                                                                           |
| ---------- | ----------------------- | ---------------- | -------- | --- |
| 8 Diamante | Júlio Prestes ↔ Itapevi | 35,283           | 20       | Possui extensão operacional Antiga Linha B–Cinza / Antiga Linha Oeste do Trem Metropolitano da FEPASA |

| Sigla | Estação         | Inauguração | Integração               | Plataformas | Posição | Notas                                                                                                 |
| ----- | --------------- | ----------- | ------------------------ | ----------- | ------- | --- |
| STE   | Santa Terezinha | 1940        | Bilhete Único da SPTrans | Central     | Elevada | Estação construída pela Estrada de Ferro Sorocabana Reconstruída pela FEPASA em 25 de janeiro de 1979 |

## Toponímia
Em 1919 um grupo de senhoras liderado por Margarida Galvão fundou uma instituição para atender a crianças portadoras de hanseníase. Aberta em 25 de agosto de 1923, a instituição foi batizada Asilo de Santa Terezinha do Menino Jesus em homenagem a Teresa de Lisieux. Desde 1977 o Asilo é administrado pela Congregação Filhas de Nossa Senhora Stella Maris. 